# Juan Piedrahita
Juan Diego Piedrahita (* 27. Juli 1992 in Bogotá) ist ein kolumbianischer Automobilrennfahrer. Er startete von 2014 bis 2016 in der Indy Lights.

## Karriere
Piedrahita begann seine Motorsportkarriere 2000 im Kartsport und war bis 2008 in dieser Sportart aktiv. Er fuhr überwiegend in Mexiko sowie sein letztes Kartjahr in Frankreich. 2008 debütierte er im Formelsport und fuhr ein Rennen in der mexikanischen Formel Vee. 2009 trat Piedrahita in der LATAM Challenge Series an. Mit einem zweiten Platz als bestem Resultat erreichte er den neunten Gesamtrang. 2010 wechselte Piedrahita in die Star Mazda Series zum Team Apex. Er beendete die Saison mit einem fünften Platz als bestem Ergebnis auf dem 16. Platz der Fahrerwertung. Darüber hinaus bestritt er zwei weitere Rennen in der LATAM Challenge Series.
2011 erhielt Piedrahita bei JDC Motorsports ein Cockpit in der U.S. F2000 National Championship. Mit zwei dritten Plätzen stand er zweimal auf dem Podest. Er schloss die Saison auf dem siebten Platz im Gesamtklassement ab. 2012 trat Piedrahita für JDC Motorsports in der Star Mazda Series an. Zwei zweite Plätze waren seine besten Ergebnisse. Während sein Teamkollege Gabby Chaves den zweiten Gesamtplatz erreichte, wurde Piedrahita Gesamtsiebter. 2013 wurde die Serie in Pro Mazda Championship umbenannt und Piedrahita ging erneut für JDC Motorsports an den Start. Mit einem zweiten Platz als bestem Resultat wurde er Neunter der Gesamtwertung. Damit unterlag er seinen beiden Teamkollegen Zack Meyer (Platz 6) und Lloyd Read (Platz 8).
2014 wechselte Piedrahita zu Schmidt Peterson Motorsports in die Indy Lights. Er unterlag intern seinen drei Teamkollegen und schloss die Saison auf dem siebten Rang der Fahrerwertung ab. 2015 blieb Piedrahita in der Indy Lights und wechselte zu Belardi Auto Racing. Mit einem dritten Platz erzielte er in diesem Jahr seine erste Podest-Platzierung. Er beendete die Saison als Gesamtachter und lag damit eine Position hinter seinem Teamkollegen Felix Serralles. 2016 absolvierte Piedrahita seine dritte Indy-Lights-Saison für das Team Pelfrey. Nach dem 13. Rennen zog er sich aus der Meisterschaft zurück. Drei siebte Plätze waren seine besten Ergebnisse. In der Fahrerwertung war er 13.

## Statistik

### Karrierestationen
| - 2000–2008: Kartsport - 2008: Mexikanische Formel Vee (Platz 15) - 2009: LATAM Challenge Series (Platz 9) - 2010: Star Mazda Series (Platz 16) | - 2010: LATAM Challenge Series (Platz 16) - 2011: U.S. F2000 National Championship (Platz 7) - 2012: Star Mazda Series (Platz 7) - 2013: Pro Mazda Championship (Platz 9) | - 2014: Indy Lights (Platz 7) - 2015: Indy Lights (Platz 8) - 2016: Indy Lights (Platz 13) |

### Einzelergebnisse in der Indy Lights
| Jahr | Team                                          | 1   | 2   | 3   | 4   | 5    | 6    | 7    | 8    | 9   | 10  | 11  | 12  | 13  | 14  | 15  | 16  | 17  | 18  | Punkte | Rang |
| ---- | --------------------------------------------- | --- | --- | --- | --- | ---- | ---- | ---- | ---- | --- | --- | --- | --- | --- | --- | --- | --- | --- | --- | ------ | ---- |
| 2014 | Schmidt Peterson Motorsports w/Curb-Agajanian | STP | LBH | BAR | BAR | INDY | INDY | INDY | POC  | TOR | MDO | MDO | MIL | SON | SON |     |     |     |     | 337    | 7.   |
| 2014 | Schmidt Peterson Motorsports w/Curb-Agajanian | 6   | 7   | 10  | 7   | 8    | 11   | 8    | 7    | 7   | 9   | 5   | 6   | 5   | 7   |     |     |     |     | 337    | 7.   |
| 2015 | Belardi Auto Racing                           | STP | STP | LBH | BAR | BAR  | INDY | INDY | INDY | TOR | TOR | MIL | IOW | MDO | MDO | LAG | LAG |     |     | 223    | 8.   |
| 2015 | Belardi Auto Racing                           | 6   | 9   | 8   | 7   | 8    | 11   | 7    | 7    | 10  | 4   | 3   | 7   | 6   | 12  | 7   | 7   |     |     | 223    | 8.   |
| 2016 | Team Pelfrey                                  | STP | STP | PHO | BAR | BAR  | INDY | INDY | INDY | ROA | ROA | IOW | TOR | TOR | MDO | MDO | WGL | LAG | LAG | 135    | 13.  |
| 2016 | Team Pelfrey                                  | 9   | 8   | 12  | 7   | 16   | 15   | 11   | 8    | 12  | 7   | 7   | 14  | 12  |     |     |     |     |     | 135    | 13.  |

### Sebring-Ergebnisse
| Jahr | Team                   | Fahrzeug         | Teamkollege       | Teamkollege     | Platzierung | Ausfallgrund |
| ---- | ---------------------- | ---------------- | ----------------- | --------------- | ----------- | ------------ |
| 2019 | JDC-Miller Motorsports | Cadillac DPi-V.R | Mikhail Goikhberg | Tristan Vautier | Rang 7      |              |